# Нижние Кропачи
Нижние Кропачи — деревня в Слободском районе Кировской области в составе Стуловского сельского поселения.

## География
Находится у юго-западной окраины районного центра города Слободской.

## История
Известна с 1873 года, когда здесь (деревня Анисимовская или Кропачи) было учтено дворов 16 и жителей 114, в 1905 28 и 219, в 1926 55 и 208, в 1950 63 и 398, в 1989 году проживало 326 человек.

## Население
Постоянное население составляло 595 человек (русские 96 %) в 2002 году, 640 в 2010.